# Pola Suárez Urtubey
Amalia Salomé Suárez Urtubey, conocida como Pola Suárez Urtubey (Santiago del Estero, 30 de abril de 1931 - Buenos Aires, 20 de marzo de 2021) fue una musicóloga argentina, autora de varias obras sobre musicología.

## Trayectoria académica
Egresó del Instituto Superior del Profesorado "Dr. Joaquín V. González", y posteriormente en la Universidad Católica Argentina se doctoró en música. Entre su actividad docente ha impartido clases sobre castellano, literatura y latín. Escribe una columna en el diario La Nación, sobre música clásica. Es miembro de la Academia Nacional de Bellas Artes, como académico de número.

## Distinciones
Entre sus premios obtenidos están los Premios Konex en 1989 (Diploma al Mérito en Música Clásica), 2007 (Diploma al Mérito y Premio Konex de Platino en Comunicación - Periodismo) y en 2009 fue Gran Jurado y Presidente.
Trabajó en la Universidad Católica Argentina, Facultad de Artes y Ciencias Musicales, donde dirige el doctorado en musicología.

## Obra
Entre sus publicaciones se encuentran:
- Alberto Ginastera (1967)
- La música en el ideario de Sarmiento (1970)
- La música en revistas argentinas (1970)
- Ginastera en cinco movimientos (1972)
- Breve historia de la música (1994)
- Ginastera, veinte años después (2003)
- Historia de la música (2004)
- Juan Bautista Alberdi. Teoría y praxis de la música (2006)
- Antecedentes de la Musicología en la Argentina. Documentación y Exégesis (tesis doctoral, 2007)
- Críticas sobre música de Paul Groussac (estudio preliminar, 2007)
- Paradojas sobre la música. Escritos de Groussac (estudio preliminar, 2008)
- La ópera. Cuatrocientos años de magia (2010)
- Alberdi: El espíritu de la música y otros ensayos (prólogo, 2010)